# Trolejbusy w zaporze Kurobe
Trolejbusy w zaporze Kurobe (jap. 関電トンネルトロリーバス) − dawna turystyczna linia trolejbusowa kursująca wewnątrz zapory Kurobe w Kurobe w Japonii.
Linię trolejbusową otwarto 1 sierpnia 1964. 30 listopada 2018 roku zakończono jej eksploatację; linia została zastąpiona w 2019 roku przez autobusy elektryczne.
Przejazd linią trwał 16 minut. Trolejbusy na linii o długości 6,1 km kursowały od kwietnia do listopada.

## Linia
Trasa linii trolejbusowej:
- Ogisawa – Kurobe damu

## Tabor
Początkowo do obsługi linii posiadano 6 trolejbusów. W 1973 liczba ta zwiększyła się do 15. W 1993 najstarsze trolejbusy zostały wysłane do Meksyku, ale ich tam nie eksploatowano. Do zamknięcia linii w eksploatacji znajdowało się 16 trolejbusów (nr 301−316) wyprodukowanych przez Mitsubishi Fuso/Osaka Sharyo w latach 1993−1996. Trolejbusy były wyposażone w silniki spalinowe do zjazdów i wyjazdów z zajezdni.